# ЦСКА (станция метро)
«ЦСКА» — станция Московского метрополитена на Большой кольцевой линии. Расположена в Хорошёвском районе (САО); названа по близлежащим спортивным объектам Центрального спортивного клуба Армии. Открыта 26 февраля 2018 года в составе участка «Деловой центр» — «Петровский парк». Колонная трёхпролётная станция мелкого заложения с одной островной платформой.

## История
24 июня 2008 года Правительство Москвы на основании предложения городской межведомственной комиссии по наименованию территориальных единиц, улиц и станций метрополитена утвердило наименование «Ходынское Поле».
В феврале 2015 года было выдвинуто предложение присвоить станции название «ЦСКА», по расположенным поблизости спортивным объектам ЦСКА. Решение было принято 12 февраля Городской межведомственной комиссией по наименованию территориальных единиц Москвы и направлено на рассмотрение в правительство Москвы.
В феврале 2016 года болельщики направили мэру Москвы Сергею Собянину открытое письмо с просьбой утвердить решение о присвоении станции названия «ЦСКА». Под письмом подписались 8072 человека.
6 апреля 2016 года указом мэра Москвы Сергея Собянина станция официально названа «ЦСКА».

## Строительство
Строительство станции началось в декабре 2011 года.
Обустроена строительная площадка под вентиляционную шахту на перегоне «Ходынское поле» — «Хорошёвская», а также площадка под строительство самой станции и выхода на поверхность в районе бывшей взлётно-посадочной полосы. Проведены работы по раскрытию котлована с монтажной камерой тоннелепроходческих комплексов для строительства перегонных тоннелей к «Хорошёвской», «Петровскому Парку» и далее к «Нижней Масловке».
1 августа 2012 года стартовала проходка тоннелепроходческим комплексом Lovat «Юлия» (Канада) в сторону станции «Деловой центр», длина 6,5 км
24 апреля 2013 года впервые в современной истории строительства столичного метрополитена состоялся старт трёх ТПМК (тоннелепроходческих механизированных комплексов), два из которых стартовали в котловане «Ходынского поля». Проходка правого перегонного тоннеля от станции «Ходынское поле» до станции «Деловой центр» велась с помощью щита NFM «Натали» (Франция), а в сторону станции «Петровский парк» проходку левого перегонного тоннеля выполнял ТПМК Lovat «Мария» (Канада).
8 сентября 2017 года первый поезд совершил обкатку путей на участке между станциями «Деловой центр» — «Петровский парк».
Генеральный проектировщик и генеральный подрядчик по строительству станции метро АО «Мосинжпроект».

## Открытие
Станция была открыта 26 февраля 2018 года в составе участка «Деловой центр» — «Петровский парк», после ввода в эксплуатацию которого в Московском метрополитене стало 212 станций. Благодаря вводу в эксплуатацию данной станции, разгружаются станции «Полежаевская», «Сокол» и «Аэропорт».
С момента открытия станция являлась частью двух маршрутов: Солнцевской и Большой кольцевой линии. После возобновления работы станции «Деловой центр» Солнцевской линии 12 декабря 2020 года движение поездов Солнцевской линии по участку «Парк Победы» — «Савёловская» прекратилось, а станция «ЦСКА» несколько дней (с 12 по 21 декабря) была конечной для поездов БКЛ. В этот период времени участок «ЦСКА» — «Савёловская» работал в челночном режиме. С 22 декабря движение в сторону «Хорошёвской» возобновилось, но станция сейчас принадлежит только Большой кольцевой линии.

## Перенос сроков
Согласно Постановлению Правительства Москвы № 564-ПП от 24 июня 2008 года, станция должна была открыться к 2015 году. В 2011 году появились планы открыть станцию в 2014 году, но через год дату открытия вновь перенесли на 2015 год. В октябре 2014 года открытие было перенесено на 2016 год. В августе 2015 года новым сроком открытия был назван 2017 год, в ноябре 2015 года — вновь 2016 год, в декабре 2016 года — снова 2017 год, однако строители столкнулись с большим объёмом работ и техническими сложностями, связанными с грунтовыми водами, поэтому открытие станции в очередной раз перенесли сначала на лето, потом на осень, затем на ноябрь, и наконец — на конец декабря 2017 года. В декабре 2017 года был назван новый срок — начало 2018 года.

## Пассажиропоток
С февраля 2019 года по февраль 2020 года станцией воспользовались более 11 миллионов человек.

## Расположение и вестибюли
Станция расположена на территории исторической местности «Ходынское поле» на северо-западе Москвы, а также одноимённого парка, на месте Центрального аэродрома им. М. В. Фрунзе.
Станция имеет два наземных вестибюля, стилизованных под парковые холмы. В каждом из вестибюлей пять подземных этажей, два из которых являются техническими. На нижнем этаже располагается сама платформа, а на двух этажах над ней планировалось организовать торговые площади. Крыши вестибюлей сделаны пологими, на них размещены газон, пешеходные дорожки и скамейки. Сами павильоны имеют овальную форму. Оба вестибюля оборудованы эскалаторами и лифтами для маломобильных людей.
Выход из южного вестибюля ведёт в парк «Ходынское поле», выход из северного — к ледовому дворцу спорта «Мегаспорт» (Ходынский бульвар, дом 3) и крупнейшему в Европе торгово-развлекательному центру «Авиапарк».
На базе станции будет организован транспортно-пересадочный узел. Кроме того, будет организован пешеходный проход, связывающий станцию метро «ЦСКА» со станцией МЦК «Зорге». Наземная пересадка между этими станциями займёт около 20 минут.

## Архитектура и оформление
Станция изначально планировалась как станция глубокого заложения. Позднее проектировщиками были найдены новые решения, которые позволили уменьшить стоимость строительства. В итоге, несмотря на сравнительно большую глубину заложения (28 метров), конструктивно станция является колонной трёхпролётной мелкого заложения. Расстояние между путями 18 м, длина посадочных платформ — 163 м, шаг колонн — 9 м, колонны 600×1000 мм, ширина платформы 12 м. Путевые стены облицованы светло-серым и чёрным гранитом.
Оформление станции содержит отсылки к Центральному спортивному клубу Армии, именем которого она названа. Основными цветами на станции являются красный и синий. Таблички с названием станции на путевых стенах подсвечиваются цветом, противоположным цвету фона: таблички с красным фоном имеют синюю подсветку, таблички с синим — красную. На потолок нанесены декоративные изображения, посвящённые различным видам спорта. Авторы плафона — московские художники-монументалисты Е. В. Бубнова и Е. Е. Щеглов. Панно выполнено в технике цифрового коллажа с элементами живописи, фотографии и компьютерной графики и напечатано на алюминиевых панелях с использованием технологии УФ-печати. В сентябре 2020 года Екатерине Бубновой и Евгению Щеглову присуждена премия города Москвы 2020 года в области литературы и искусства в номинации «Дизайн» за художественное оформление станции. На платформе размещаются бронзовые скульптуры спортсменов ЦСКА, автор Переяславец М. В. Прообразом для скульптуры лыжника стал Николай Панкратов, баскетболиста — Виктор Хряпа, хоккеиста — Денис Денисов, а футболиста — Всеволод Бобров. Их установили на круглые постаменты-колонны из светло-серого гранита, на каждый из которых нанесён фирменный символ-эмблема ЦСКА с аббревиатурой клуба. Общая высота каждой из скульптур составляет примерно 5 метров.
Участок Большой кольцевой линии Московского метрополитена «Деловой центр» — «Петровский парк» (станции «Петровский парк», «ЦСКА», «Хорошёвская», «Шелепиха») награжден премией «Золотой знак» на смотре-конкурсе архитектурного фестиваля «Зодчество-2018» в номинации объектов социального и культурного значения.
По итогам Международного смотра-конкурса Международной ассоциации союзов архитекторов (МАСА) на лучший проект (постройку), проходившего в Бишкеке с 6 по 9 сентября 2019 года, Гран-при и диплом «Золотая медаль» были присуждены авторскому коллективу участка Большой кольцевой линии «Деловой центр» — «Савёловская».
| - Зал станции - Платформа и путь |

## Особенности проекта станции
При проектировании станции на ней предполагалась установка платформенных раздвижных дверей, от чего впоследствии было решено отказаться из соображений учёта пассажиропотока и интервала движения.

## Наземный общественный транспорт
На этой станции можно пересесть на следующие маршруты городского пассажирского транспорта:
- Автобусы: с23, 322, 384, 384к